# Isabella von Frankreich (Navarra)

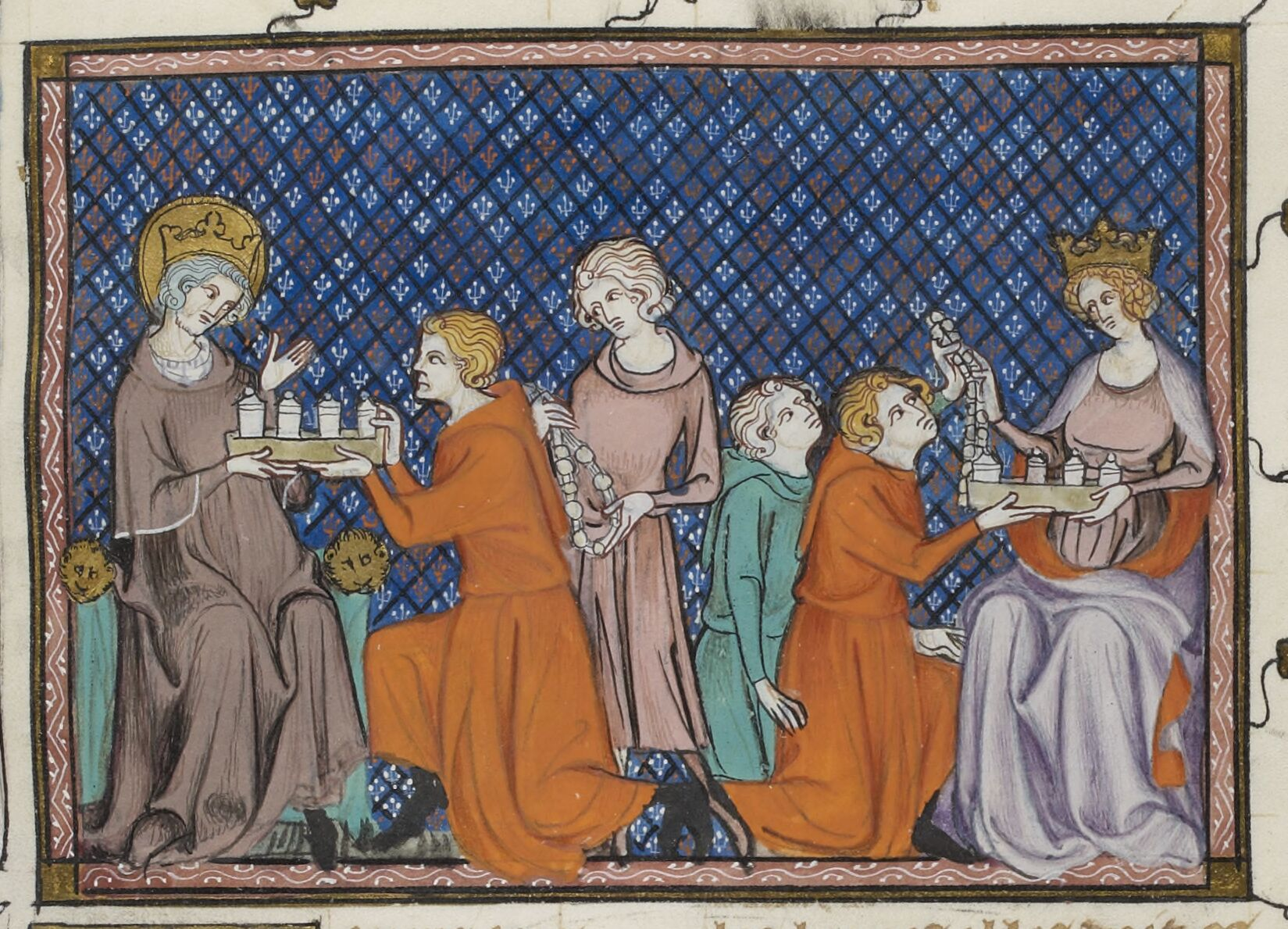
Königin Isabella von Navarra (rechts) nimmt Geschenke ihres Vaters, König Ludwig IX. von Frankreich, entgegen. Darstellung aus der Mitte des 13. Jahrhunderts.

Isabella von Frankreich (* 2. März 1242; † 27. April 1271 in Îles d’Hyères bei Marseille) war durch ihre Heirat mit Thibaud II. von 1255 bis 1270 Königin von Navarra und Gräfin von Champagne.

## Leben
Isabella war die zweite Tochter des französischen Königs Ludwig IX. und seiner Frau Margarete von der Provence. Thibaud II., König von Navarra und Graf von Champagne, erhielt 1254 von Papst Innozenz IV. eine Dispens, eine Verwandte vierten Grades heiraten zu dürfen. Im Dezember 1254 reiste er mit seiner Mutter Margarete von Bourbon nach Frankreich und hielt in Paris bei König Ludwig IX., dessen Vasall er als Graf von Champagne war, um Isabellas Hand an. Der französische Monarch nahm den Antrag wohlwollend zur Kenntnis, verlangte jedoch, dass Thibaud II. sich zuerst mit seiner Halbschwester Blanche, Gräfin der Bretagne, bezüglich des Erbes von Navarra einigen müsse. Nach der Beilegung seiner Differenzen mit Blanche fand Thibauds Heirat mit Isabella am 6. April 1255 in Melun statt. Die Hochzeitszeremonie wurde von Eudes Rigaud, Erzbischof von Rouen, zelebriert. Der Bräutigam war erst 18 und die Braut erst 13 Jahre alt. Isabellas Aussteuer hatte einen Wert von mehr als 5280 Livres toutnois. Im Anschluss an ihre Hochzeit zog das Königspaar in die Champagne. Dort wurden in Provins weitere Feierlichkeiten abgehalten, bei denen ein anonymer zeitgenössischer Troubadour die Schönheit der jungen Braut besang
Die Ehe Isabellas blieb kinderlos. Ludwig IX. wollte durch diese Verbindung eine Ausrichtung Navarras auf französische Interessen sicherstellen. Einige schriftlich niedergelegte Erziehungsdirektiven Ludwigs IX. für seine Tochter blieben bis heute erhalten. In Urkunden Navarras wird Isabella nicht erwähnt; denn vermutlich blieb sie meist in der Champagne und betrat den Boden Navarras nur selten. Mit der Einwilligung von Papst Alexander IV. wurde sie im Februar 1259 durch den Bischof von Pamplona zur Königin von Navarra gekrönt. Generell unterhielt sie gute Beziehungen zum Heiligen Stuhl. So gewährte Urban IV. 1261 allen Gläubigen, die mit Isabella an der Einweihung einer Kirche oder an einer Predigt teilnahmen, einen Ablass. Im folgenden Jahr schenkte die Königin dem Papst einen Rubinring, wofür er sich bedankte. Nach dem Ableben Urbans IV. gratulierte Isabella 1265 Clemens IV. zu seiner Wahl zum Papst. Im Gegenzug lobte der neue Pontifex Isabella für ihre frommen Werke.
Gemeinsam mit ihrem Mann und ihrem Vater nahm die sehr fromme Isabella am Siebten Kreuzzug teil und schiffte sich mit ihnen im Juli 1270 nach Tunis ein. Dort starb aber Ludwig IX. an einer Seuche, der Thibaud II. am 4. Dezember 1270 auf der Rückreise erlag. Drei Monate nach der Landung in der Provence starb auch Isabella im April 1271 im Alter von nur 29 Jahren und wurde an der Seite ihres Mannes im Couvent des Cordelières in Provins beigesetzt. Ihr Herz wurde in das Kloster Clairvaux gebracht. Ihr Bruder, der französische König Philipp III., ordnete die Erfüllung der in ihrem (nicht erhaltenen) Testament niedergelegten Bestimmungen an. Er schrieb in einem Brief, dass Isabella „durch den Glanz ihrer Tugenden in der ganzen Welt wie ein Stern leuchtete“. In Navarra wurde mindestens bis zum 14. Jahrhundert in der Stiftskirche von Roncesvalles jedes Jahr am 23. April ein Hochamt zum Gedenken an die verstorbene Königin abgehalten.